# Chaceon granulatus
Chaceon granulatus är en kräftdjursart som först beskrevs av Sakai 1978.  Chaceon granulatus ingår i släktet Chaceon och familjen Geryonidae. Inga underarter finns listade i Catalogue of Life.